# Jezioro Leśniańskie
Jezioro Leśniańskie. (Leśniański Zbiornik Wodny) – zbiornik zaporowy (jezioro zaporowe) na rzece Kwisie, między Gryfowem Śląskim a Leśną.
Powstało w wyniku przegrodzenia rzeki zaporą w osadzie Czocha, powyżej Leśnej, w czerwcu 1905. 
Budowę zapory rozpoczęto 5 października 1901 roku. W uroczystościach położenia kamienia węgielnego pod budowę tamy brali udział m.in. pruski minister rolnictwa Victor von Podbielski i nadprezydent Śląska Hermann von Hatzfeld. Na kamieniu węgielnym zapory umieszczono napis „Dolinom na ochronę, odmętom na przekór, wszystkim na pożytek!”.  Pojemność zbiornika to 15 mln m³, a powierzchnia – 140 ha. Podstawowym zadaniem zbiornika jest retencja oraz produkcja energii elektrycznej. Na wysokim, lewym brzegu usytuowany jest zamek Czocha, na brzegu prawym – zamek Rajsko. Nad jeziorem znajduje się kilka pól namiotowych, ośrodków wypoczynkowych i wypożyczalni sprzętu pływającego.